# Fanfares
Fanfares è l'album di debutto del gruppo jazz inglese GoGo Penguin, pubblicato dalla Gondwana Records nel 2012.

## Tracce
Compact disc
1. Seven Sons of Björn – 5:17
2. Last Words – 3:05
3. Unconditional – 5:15
4. Fanfares – 4:53
5. I Am That – 4:05
6. Akasthesia – 6:01
7. HF – 6:36

Durata totale: 35:12

## Formazione
- Chris Illingworth: pianoforte
- Nick Blacka: basso
- Rob Turner: percussioni